# Scaptia montana
Scaptia montana är en tvåvingeart som först beskrevs av Frederick Wollaston Hutton 1901.  Scaptia montana ingår i släktet Scaptia och familjen bromsar. Inga underarter finns listade i Catalogue of Life.